# Ulsterski zavjet
Ulsterski zavjet (eng. Ulster Covenant) je dokument kojom su irski unionisti izjavili da će se svim sredstvima boriti protiv samouprave Irske. Zavjet je bio odgovor na predstavljanje vladina zakona o samoupravi Irske (eng. Home Rule bill) koji je predstavljen ranije te godine. Potpisnici su se protivili osnovanju Parlamenta u Dublinu. Prvi potpisnik zavjeta u belfastskoj gradskoj vijećnici 28. rujna 1912. je bio Edward Carson. Zavjet je potpisalo oko pola milijuna ljudi, a sastojao se od dva dijela, zavjeta za muškarace koji je potpisalo 237 368 osoba i deklaracije za žene koju je potpisalo 234 046 osoba.

## Zavjet za muškarce
- Prijevod na hrvatski jezik

Uvjereni svojom savješću da će Samouprava biti kobna za materijalnu dobrobit Ulstera kao i cijele Irske, rušilačka prema našim građanskim i vjerskim slobodama, pogubna za naše građanstvo i opasna za jedinstvo Carstva, mi, čija su imena dolje navedena, ljudi Ulstera, vjerni podanici Njegovog milostivog veličanstva kralja Georgea V., ponizno se uzdajući u Boga kojem su naši oci u danima pritisaka i ispita pouzdano vjerovali, ovime obećajemo nama samima u ovom svečanom Zavjetu
kroz naše vrijeme prijeteće propasti, da ćemo stajati jedni uz druge braneći, za nas i našu djecu, naš bdijući položaj jednakog građanstva u Ujedinjenom Kraljevstvu i koristeći sva sredstva koja se mogu smatrati potrebnima za poraz sadašnje zavjere za uspostavom samoupravnog Parlamenta u Irskoj. U slučaju da nam takav Parlament bude nametnut, mi se nadalje svečano međusobno obavezujemo da ćemo odbiti priznati njegovu nadležnost. Sigurni u povjerenju da će Bog braniti naše pravo, mi ovdje potpisujemo svoja imena. I nadalje, pojedinačno izjavljujemo da već nismo potpisali ovaj Zavjet.

- Original na engleskom jeziku

Being convinced in our consciences that Home Rule would be disastrous to the material well-being of Ulster as well as of the whole of Ireland, subversive of our civil and religious freedom, destructive of our citizenship, and perilous to the unity of the Empire, we, whose names are underwritten, men of Ulster, loyal subjects of His Gracious Majesty King George V, humbly relying on the God whom our fathers in days of stress and trial confidently trusted, do hereby pledge ourselves in solemn Covenant, throughout this our time of threatened calamity, to stand by one another in defending, for ourselves and our children, our cherished position of equal citizenship in the United Kingdom, and in using all means which may be found necessary to defeat the present conspiracy to set up a Home Rule Parliament in Ireland. And in the event of such a Parliament being forced upon us, we further solemnly and mutually pledge ourselves to refuse to recognize its authority. In sure confidence that God will defend the right, we hereto subscribe our names.
And further, we individually declare that we have not already signed this Covenant.

## Deklaracija za žene
- Prijevod na hrvatski jezik

Mi, čija su imena dolje potpisana, žene Ulstera, i vjerne podanice našeg milostivog Kralja, čvrsto uvjerene da će Samouprava biti kobna za našu zemlju, želimo se pridružiti muškarcima Ulstera u njihovom beskompromisnom protivljenju Zakonu o samoupravi koji je pred Parlamentom, pomoću kojeg je predloženo istjerivanje Ulstera iz njegovog bdijućeg položaja u Ustavu Ujedinjenog Kraljevstva, i stavljanje pod vladavinu i utjecaj Parlamenta u Irskoj. Moleći se da će Bog spasiti Irsku od te propasti, mi ovdje potpisujemo svoja imena.  

- Original na engleskom jeziku

We, whose names are underwritten, women of Ulster, and loyal subjects of our gracious King, being firmly persuaded that Home Rule would be disastrous to our Country, desire to associate ourselves with the men of Ulster in their uncompromising opposition to the Home Rule Bill now before Parliament, whereby it is proposed to drive Ulster out of her cherished place in the Constitution of the United Kingdom, and to place her under the domination and control of a Parliament in Ireland. Praying that from this calamity God will save Ireland, we hereto subscribe our name